# La Cruz (distrito)
La Cruz é um distrito peruano localizado na Província de Tumbes, região de Tumbes. Sua capital é a cidade de Caleta Cruz.

## Transporte
O distrito de La Cruz é servido pela seguinte rodovia:
- PE-1N, que liga o distrito de Aguas Verdes (Região de Tumbes - Ponte Huaquillas/Aguas Verdes (Fronteira Equador-Peru) - e a rodovia equatoriana E50 - à cidade de Lima (Província de Lima)[2][3][4]